# Ted en Het Geheim van Koning Midas
Ted en Het Geheim van Koning Midas (Spaans: Tadeo Jones 2: El secreto del rey Midas) is een Spaanse animatiefilm uit 2017 en het vervolg op Ted en de schat van de mummie uit 2012. De film gaat over Ted (Tadeo Jones) die dolgraag een beroemde archeoloog wil zijn.

## Synopsis
Ted krijgt bericht van zijn vriendin Sara (uit de vorige film) dat ze een document over koning Midas heeft gevonden. Nadat ze elkaar ontmoeten in het Luxor Hotel in Las Vegas gaan Ted, Sara, de mummie, de papegaai, Ted's hondje en Sara's assistente Tiffany op zoek naar drie hangers die ooit een ketting van Koning Midas vormden. Hun zoektocht leidt hen langs het Alhambra in Granada en de rotswoningen in Cappadocië. Ze worden op de hielen gezeten door Jack Rackham, een schurk die met de ketting wereldheerschappij wil verwerven.